# Rose Hill Drive
Rose Hill Drive est un groupe américain de hard rock, originaire de Boulder, dans le Colorado. Le groupe est souvent associé à d'autres groupes qui font revivre le hard rock traditionnel et les débuts du metal-psychédélique. Combinant le hard rock et le blues avec des arrangements modernes, ils sont souvent décrits par les critiques comme rappelant les groupes de rock des années 1970 Led Zeppelin et Cream,.

## Histoire

### Première période
Rose Hill Drive est formé en 2000 à Boulder, dans le Colorado, par les frères Jacob Sproul (basse, chant) et Daniel Sproul (guitare, chœurs), et un ami de lycée, Nathan Barnes (batterie). Le trio actuel se solidifie après le départ du bassiste Graham Webster, qui a plus tard écrit sur le groupe. Le groupe tire son nom de la rue où vivaient les frères Sproul et où se déroulaient les premières répétitions du groupe.
Rose Hill Drive a joué avec Stone Temple Pilots, The Black Crowes, The Who, Robert Randolph, Wilco, Queens of the Stone Age, Van Halen, Gov't Mule, The Answer et Aerosmith et s'est également produit aux Graspop, Bonnaroo, Wakarusa, Red Rocks, Austin City Limits et au Vans Warped Tour.
Dans le numéro d'avril 2007 du magazine Rolling Stone, Rose Hill Drive est désigné comme l'un des « 10 nouveaux artistes à suivre » de l'année. Bien qu'influencé par de nombreux autres groupes de blues et de hard rock des années 1960 et 1970, le groupe déclare dans Rolling Stone qu'il se lassait d'être comparé à d'autres groupes, car il voulait être connu pour son son, et non pour sa ressemblance avec d'autres.
Leur chanson Goal ! est l'hymne officiel des Rapids du Colorado de la Major League Soccer. Leur deuxième album, Moon is the New Earth, sort le 24 juin 2008. Il présente un mélange de rock classique, de punk rock, de psychédélique et même de pop. Le single Sneak Out apparaît dans le jeu vidéo Guitar Hero 5, sorti le 1er septembre 2009.

### Retour
Le groupe est ressuscité en juin 2010 pour un concert gratuit à Boulder, Colorado, avec un line-up révisé : le nouveau membre Jimmy Stofer est ajouté à la basse, tandis que Jacob Sproul passe à la guitare rythmique afin de permettre à son frère Daniel de se concentrer sur le travail de lead. Dans une interview, ils déclarent qu'ils avaient écrit de nouveaux morceaux, mais qu'ils n'étaient pas pressés de faire un nouvel album.
Le groupe publie deux nouvelles chansons sur leur page web Myspace en septembre 2010, intitulées Setting Sun et Mr Right. En février 2011, Rose Hill Drive entre en studio pour enregistrer un nouvel album, et annonce sur son site web une nouvelle tournée américaine en première partie de Stone Temple Pilots en avril et mai. Après une pause en juin, Rose Hill Drive repart en tournée en juillet 2011 avec 15 concerts supplémentaires, en première partie de Stone Temple Pilots ainsi qu'en tête d'affiche de leurs propres événements.
Le 12 juin 2011, le groupe sort son nouvel album, intitulé Americana, sur son nouveau label auto-fondé Slow and Shirley Records, avec deux titres publiés sur Facebook à écouter et à télécharger. 
Après une autre pause de presque six ans, le groupe sort son quatrième album Mania sort le 9 mars 2017 avec un concert au Fox Theatre,.

## Discographie

### Albums studio
- 2006 : Rose Hill Drive (Megaforce, SCI Fidelity Records)
- 2008 : Moon is the New Earth (Megaforce Records)
- 2011 : Americana (Slow and Shirley Records)
- 2017 : Mania

### Albums live, EP et singles
- 2005 : Live at the Fox Theatre EP  (indépendant)
- 2006 : Live at the Boulder Theater (indépendant)
- 2006 : Rose Hill Drive EP (Megaforce, SCI Fidelity Records)
- 2007 : Rose Hill Drive Sneak Out SP (Megaforce)

### Participations
- 2005 : compilation Stubbs the Zombie: The Soundtrack, avec le morceau Shakin' All Over